# Stefan Henriksson
Stefan Henrik Henriksson, född 7 augusti 1899 i Seglora församling i dåvarande Älvsborgs län, död där 2 juni 1971, känd som Segloraprofeten, var en svensk lantbrukare och kommunalpolitiker.
Henriksson studerade i sin ungdom vid  Lunds universitet men återvände snart till hembygden och övertog föräldrahemmet.  Han var författare till skriften Bibeln och könsfrågan (31 sidor, 1935).
Henriksson invaldes 1958 i kommunalfullmäktige i Seglora landskommun. Han representerade det egna partiet Leve Israel som fick 63 röster vilket räckte till ett mandat. Han hade då lämnat pingströrelsen och gått med i den mosaiska församlingen. Han kallade sig sionist och ville ha en "världsregering" i Jerusalem.När Seglora landskommun 1961 uppgick i Viskafors landskommun blev han inte vald till några uppdrag. 
I Seglora hembygdsgård finns ett rum kallat Stefansrummet efter Stefan Henriksson. Rummet är inrett med inventarier från Henrikssons hem, vilka skänktes till föreningen efter dennes död.
Han var son till hemmansägaren Johan Alfred Henriksson och Beda Hedvig Pfannenstill, Lundsberg Nedergård i Seglora, samt systerson till teologen Magnus Pfannenstill. Henriksson förblev ogift.

## Fotnoter
1. 1 2   Sveriges dödbok 1901–2009 Swedish death index 1901–2009 (DVD-rom) (Version 5.0). Solna: Sveriges släktforskarförbund. 2010. Libris 11931231. ISBN 978-91-87676-59-8
2. ↑    - Henriksson, Stefan H. (1935). Bibeln och könsfrågan.. Seglora: Förf. Libris 1355746
3. ↑  Torsten Petre (24 september 1958). ”Vald kommunalfulmäktig profet med davidsstjärna”. Aftonbladet. Läst 7 oktober 2015.
4. ↑  Upprinnelsen till Seglora Hembygdsförening. 31 juli 2013 Sveriges hembygdsförbunds webbplats. Åtkomst 22 juni 2014.
5. ↑  Sveriges befolkning 1900, CD-ROM, Version 1.02, Sveriges Släktforskarförbund/SVAR (2006).
6. ↑  Sveriges befolkning 1880, CD-ROM, Version 1.00, Riksarkivet/SVAR (2010).